# Steven Caethoven
Steven Caethoven (Gand, 9 maggio 1981) è un dirigente sportivo e pistard belga.

## Carriera
Steven Caethoven ha iniziato la sua carriera internazionale nel 2004 con la squadra ciclistica belga Team Flanders-Baloise. Nel suo primo anno vinse la Bruxelles-Ingooigem e una tappa al Regio-Tour. 
L'anno successivo vinse la tappa di apertura del Giro di Sassonia e prese così la maglia di leader per un giorno.

## Palmarès

### Strada
- 2004

Bruxelles-Ingooigem
Gullegem Koerse
- 2005

Leewse Phijl
- 2006

3a tappa Giro della Renania-Palatinato
- 2007

2a tappa Tour Down Under
- 2008

5a tappa Giro di Normandia
- 2009

1a tappa Giro di Normandia
- 2012

Grote Prijs Jef Scherens